# Tratado da Antártida
Tratado da Antártida e acordos relacionados, conhecidos coletivamente como Sistema do Tratado da Antártida (STA), regulam as relações internacionais com relação à Antártida, o único continente da Terra sem uma população humana nativa. Foi o primeiro acordo de controle de armas estabelecido durante a Guerra Fria, designando o continente antártico como uma reserva científica, estabelecendo a liberdade de pesquisa científica e proibindo a atividade militar; para efeitos do sistema do tratado, a Antártida é definida como todas as plataformas terrestres e de gelo ao sul da latitude 60°S. Desde setembro de 2004, a Secretaria do Tratado da Antártida, que implementa o sistema do tratado, está sediado em Buenos Aires, Argentina.
O tratado principal foi aberto para assinatura em 1 de dezembro de 1959 e entrou oficialmente em vigor em 23 de junho de 1961. Os signatários originais foram os 12 países ativos na Antártida durante o Ano Geofísico Internacional (AGI) de 1957-58: África do Sul, Argentina, Austrália, Bélgica, Chile, Estados Unidos, França, Japão, Nova Zelândia, Noruega, União Soviética e Reino Unido. Estes países estabeleceram mais de 55 estações de pesquisa  e a subsequente promulgação do tratado foi vista como uma expressão diplomática da cooperação operacional e científica que tinha sido alcançada. Em 2024, o tratado tinha 57 partes.

## História
Em 1950, no Conselho Internacional da União Científica (ICSU), foi discutida a possibilidade de ser realizado o Terceiro Ano Polar Internacional. Por sugestão da Organização Meteorológica Mundial (WMO), o conceito de ano polar foi estendido para todo o globo, nascendo assim o Ano Geofísico Internacional, que veio a se realizar de julho de 1957 até dezembro de 1958. O ICSU aprovou, em 1957, a criação do Comitê Especial para Pesquisas Antárticas (SCAR), formado por delegados de diversos países engajados em pesquisas na Antártida. Esse foi um marco importante para o desenvolvimento das pesquisas no Continente, tendo delas participado: Argentina, Austrália, Bélgica, Brasil, Chile, Estados Unidos, França, Japão, Noruega, Nova Zelândia, Reino Unido, República Sul Africana e União das Repúblicas Socialistas Soviéticas.
Encerrado o Ano Geofísico Internacional, os países participantes das pesquisas antárticas mantiveram suas estações, reafirmando seu interesse na região, o que motivou a convocação feita pelos Estados Unidos para a conferência de Washington, D.C. em 1958, que discutiria o futuro do continente. Como resultado da conferência de Washington, os doze países que dela participaram assinaram, em 1 de dezembro de 1959, o Tratado da Antártida, que entrou em vigor em 23 de junho de 1961.
A partir do ano de 2048, qualquer uma das partes consultivas do tratado poderá solicitar a revisão do tratado e de todo o seu sistema normativo, com a aprovação da maioria relativa.

## Lusofonia

### Brasil

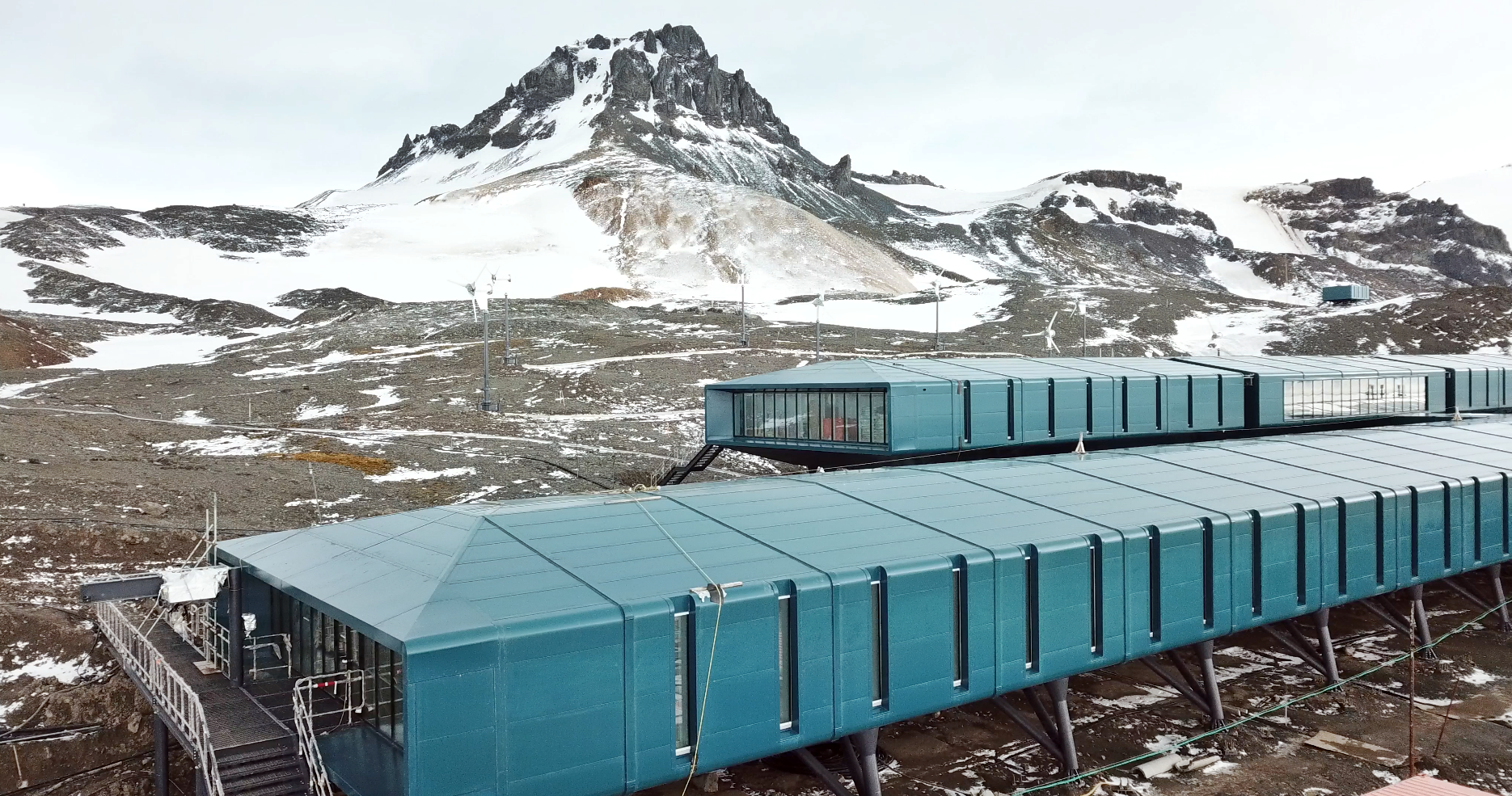
Estação Antártica Comandante Ferraz, pertencente ao Brasil.

O Brasil aderiu ao Tratado da Antártida em 1975, e criou o Programa Antártico Brasileiro (PROANTAR), suas atividades naquele continente começaram em 1982, quando realizou a primeira Operação Antártica (OPERANTAR I). Em 1983, o Brasil foi elevado à categoria de Membro Consultivo do Tratado da Antártica. Desde então, o Brasil mantém uma presença contínua na região através de expedições anuais. Até 2023, foram realizadas mais de 40 expedições, com atividades científicas e de apoio logístico. Em 1984 inaugurou a Estação Antártica Comandante Ferraz (EACF). A estação está adaptada para receber pesquisadores das áreas de oceanografia, glaciologia e meteorologia.

### Portugal
Em 22 de fevereiro de 2007, a Assembleia da República recomendou ao Governo português a ratificação do Tratado da Antártida. Em 9 de julho de 2009, o Conselho de Ministros decide iniciar o processo de ratificação do Tratado da Antártida. Em 9 de novembro de 2009, no Diário da República é publicada a ratificação do Tratado da Antártida por parte de Portugal de acordo com a Resolução da Assembleia da República e o Decreto do Presidente da República. Em 29 de janeiro de 2010, Portugal deposita o instrumento de ratificação do Tratado da Antártida junto do Governo dos Estados Unidos, Portugal é parte do Tratado, conforme é tornado público pelo Aviso nº 28/2010 de 10 de fevereiro de 2010 e que é retificado pelo Aviso n.º 93/2010 de 16 de junho de 2010. A ratificação deu impulso ao Comité Polar Português.

## Características

Mapa de reivindicações territoriais da Antártida, incluindo a não reclamada Terra de Marie Byrd
Argentina
Austrália
Chile
França
Nova Zelândia
Noruega
Reino Unido

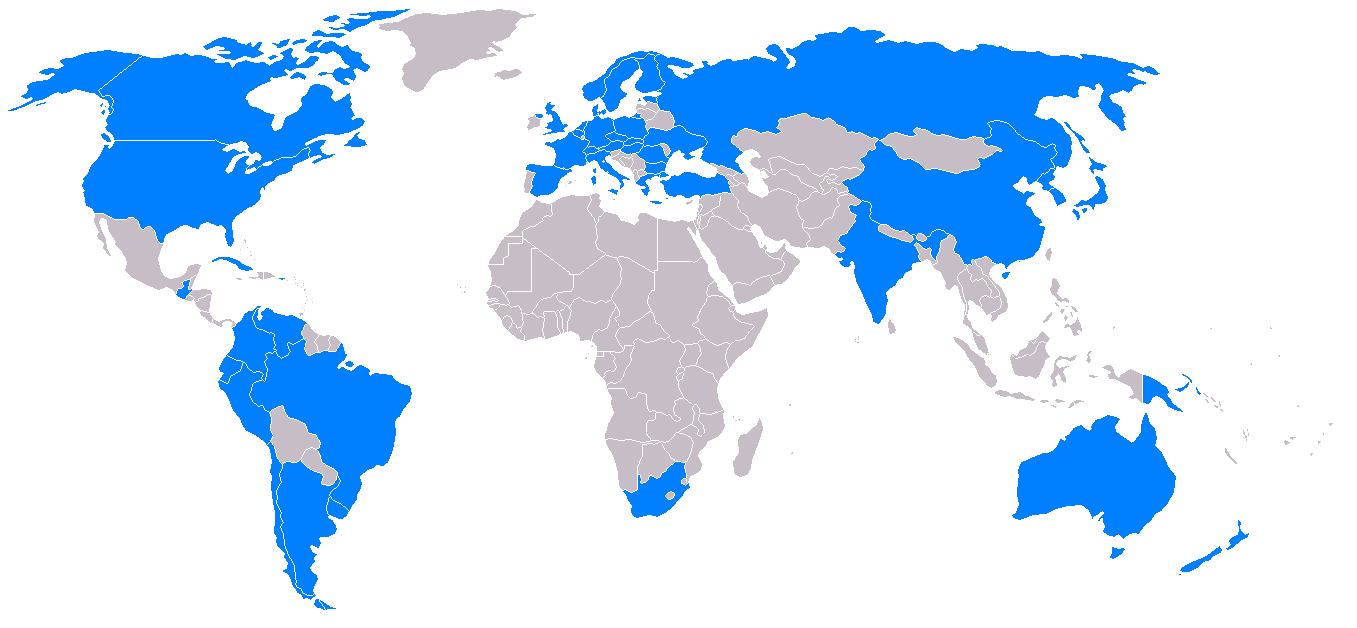
Nações com estações de pesquisas na Antártida

O Tratado da Antártida é um acordo firmado desde 1959, que determina o uso do continente para fins pacíficos, estabelece o intercâmbio de informações científicas e proíbe novas reivindicações territoriais.
O Tratado determinou que até 1991 a Antártida não pertenceria a nenhum país em especial, embora todos tivessem o direito de instalar ali bases de estudos científicos. Na reunião internacional de 1991 os países signatários do Tratado resolveram prorrogá-lo por mais 50 anos, isto é, até 2041 a Antártida será um patrimônio de toda a Humanidade.
O Tratado adota as seguintes regras reguladoras das atividades na região:
- Assegura a liberdade de pesquisa, cujos resultados devem ser permutados e tornados livremente utilizáveis, estando prevista a presença de observadores das Partes Contratantes com acesso irrestrito a qualquer tempo e em qualquer lugar, aí incluídas todas as estações, instalações e equipamentos existentes na Antártida;
- Permite que equipamento ou pessoal militar possa ser introduzido na região, desde que para pesquisa científica ou para qualquer outro propósito pacífico;
- Exorta as Partes Contratantes a empregarem esforços apropriados, de conformidade com a Carta das Nações Unidas, para que ninguém exerça, na Antártida, qualquer atividade contrária aos princípios do Tratado;
- Admite a modificação ou emenda do Tratado a qualquer tempo, por acordo unânime das Partes, ou após decorridos trinta anos de vigência, por solicitação de qualquer uma das Partes Contratantes;
- Elege o governo dos Estados Unidos como depositário dos instrumentos de ratificação do Tratado e concede a possibilidade de adesão a qualquer Estado que seja membro das Nações Unidas;
- Define a área de jurisdição do Tratado como aquela situada ao sul de sessenta graus de latitude sul, incluindo as plataformas de gelo, ressalvando, contudo, a preservação do direito internacional aplicável ao alto-mar;
- Estabelece que nenhuma nova reivindicação, ou ampliação de reivindicação existente, relativa à soberania territorial na Antártida, será apresentada enquanto o presente Tratado estiver em vigor; e
- Proíbe a realização de explosões nucleares e o depósito de resíduos radioativos (primeiro acordo nuclear internacional).

## Membros
Em 2024, havia 57 Estados-membros do tratado, 29 dos quais, incluindo todos os 12 signatários originais do tratado, têm estatuto consultivo (de votação). Os membros consultivos incluem os 7 países que reivindicam partes da Antártida como seu território. Os 49 países não requerentes não reconhecem as reivindicações dos outros. 42 partes do Tratado da Antártida também ratificaram o "Protocolo sobre Proteção Ambiental do Tratado da Antártida".

Partes consultivas com reivindicação de território antártico
Partes consultivas com direito de fazer uma reivindicação territorial
Outras partes consultivas
Partes sem estatuto consultivo
Estados-membros e observadores não-partidários da ONU

- África do Sul
- Alemanha
- Argentina
- Austrália
- Bélgica
- Brasil
- Bulgária
- Chile
- China
- Coreia do Norte
- Coreia do Sul
- Equador
- Espanha
- Estados Unidos
- Finlândia
- França
- Índia
- Itália
- Japão
- Noruega
- Nova Zelândia
- Países Baixos
- Peru
- Polónia
- Portugal
- Reino Unido
- Rússia
- Suécia
- Turquia
- Ucrânia
- Uruguai